# Tricyrtis à feuilles larges
Tricyrtis latifolia
Espèce
Classification phylogénétique
Le tricyrtis à feuilles larges (Tricyrtis latifolia) est une plante herbacée vivace de la famille des Liliacées. Elle est classée parfois dans la famille des Calochortaceae.
Cette plante est souvent confondue avec une orchidée ce qu'elle n'est pas.
La placer de mi-ombre ou encore mieux à l'ombre, aime les sols frais. Faire un sillon et verser du terreau à l'intérieur, disposer les rhizomes et recouvrir de très peu de terre. Arroser et maintenir humide car cette plante aime les sols frais. Floraison tardive à partir de juillet.